# Joe Trippi
Joe Trippi (nascut el 10 de juny de 1956) és un consultor i reconegut treballador en campanyes del Partit Demòcrata dels Estats Units. Trippi ha treballat en les campanyes presidencials d'Edward Kennedy, Walter Mondale, Gary Hart, Dick Gephardt i John Edwards. Trippi va guanyar notorietat com a cap de campanya de Howard Dean.

## La campanya Dean
La campanya de Howard Dean, i especialment Joe Trippi, va ser àmpliament reconeguda per l'ús innovador d'Internet, sobretot per aconseguir diners. Joe Trippi fou el primer a crear un bloc oficial per la campanya, i fou l'artífex de l'ús de Meetup i d'altres tecnologies socials per a connectat simpatitzants. Ambdues tècniques han fet fortuna i són utilitzades àmpliament en diverses campanyes polítiques i socials.
Trippi va ser una veu clau en la decisió de renunciar a la utilització de fons federals per a la nominació presidencial demòcrata, un moviment que va permetre escapar dels límits a la recaptació de fons que l'ús de fons federals portava aparellada. La decisió va ser copiada per John Kerry que, seguint l'exemple Dean, va poder competir en igualtat de condicions econòmiques amb Bush en els mesos previs a la convenció.
Dean va substituir Trippi com a cap de campanya el 28 de gener de 2004, després de perdre consecutivament el caucus d'Iowa i la primària de Nou Hampshire. Trippi posteriorment va signar com a comentarista de MSNBC, i va fundar la seva pròpia consultora, Trippi & Associates, des d'on segueix la seva croada per la transparència i l'ús de les xarxes socials com a elements de comunicació.

## Publicacions
- The Revolution Will Not Be Televised Revised Ed: Democracy, the Internet, and the Overthrow of Everything - Publicat l'any 2004, ha estat actualitzat amb l'ús d'Internet amb la informació sobre la campanya presidencial del 2008.